# Улица Гоголя (Псков)
Улица Гоголя — улица в исторической части Пскова. Проходит от Комсомольского переулка до улицы Свердлова. Более 10 зданий на улице включены в список недвижимых памятников истории и культуры, подлежащих охране как памятники местного значения

## История
Частично проходит по древней Никольской улице.
В XIX веке получила название Ивановская улица по близ расположенным двум Ивановским церквям, ни одна из них не сохранилась (церковь Иоанна Милостивого располагалась во дворе современного д. 33). С 1902 года называлась Гоголевская, в честь великого русского писателя Николая Гоголя (1809—1852).

## Достопримечательности
д. 6 — Жилой дом 

д. 7б (а) — Палаты 

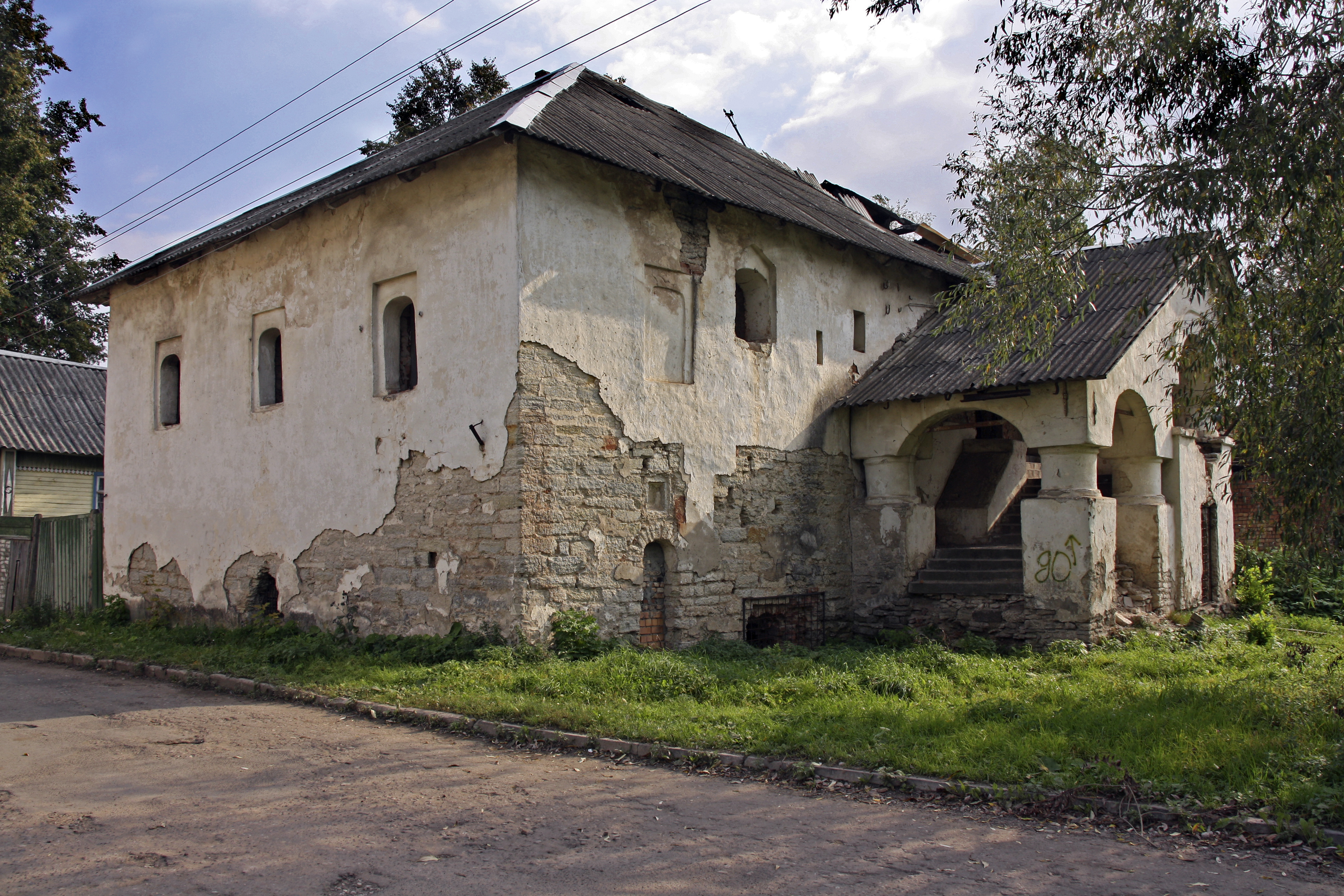
Дом Печенко

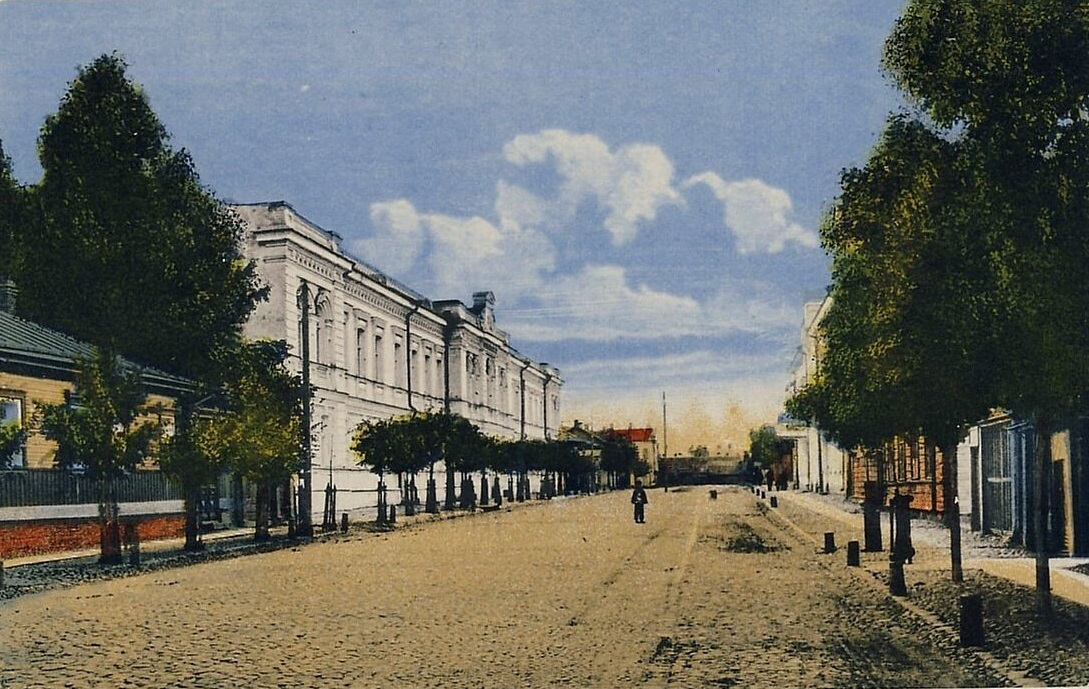
Землемерное училище на открытке начала XX века

д. 8 — Землемерное училище (гимназия Александровой) 

д. 10 — Школа приходская (латышская) 

д. 14 — Дом доходный Медема 

д. 17 — Управа земская 

д. 19 — Доходный дом Орлова (Мариинская гимназия) 

д. 21 — Флигель уездной земской управы 

д. 23 — Здание керосинового склада 

д. 24 — Дом доходный 

д. 25а — Тир псковского кадетского корпуса 

д. 26а — Дом Луцаенко И. Р. 

д. 41а — Дом «образцовый» 

д. 42 — Солодежня 

д. 43 — Дом Печенко 

д. 45 — Подызбица 

д. 52 — Производственный корпус пивоваренного завода Лапина Л. А. 

д. 52 — Мельница на р. Пскове 

## Известные жители
д. 41-а (не сохранился, разобран в 2005) — родился, провёл детство и юность Ю. П. Спегальский
д. 43 (Дом Печенко) — Ю. П. Спегальский